# 위 정백 (7대)
위 정백(衛 貞伯, ? ~ 기원전 867년은 서주 시기 위나라의 제7대 군주(재위: ? ~ 기원전 867년)이다.
| 전 임 아버지 정백 | 제7대 위나라의 군주 ? ~ 기원전 867년 | 후 임 아들 경후 |